# Nysius niger
Nysius niger är en insektsart som beskrevs av Baker 1906. Nysius niger ingår i släktet Nysius och familjen fröskinnbaggar. Inga underarter finns listade i Catalogue of Life.